# Dies de joventut
Dies de joventut (japonès: 学生ロマンス 若き日 (Gakusei romance: Wakaki hi)) és una pel·lícula de comèdia japonesa del 1929 dirigida per Yasujirō Ozu. És la pel·lícula supervivent més antiga coneguda del director. La pel·lícula parla de dos amics d'una universitat (interpretats per Ichirō Yūki i Tatsuo Saitō) que lluiten per l'atenció de la mateixa noia (Junko Matsui) durant un viatge d'esquí. Els intertítols han estat traduïts al català.

## Repartiment
- Ichirō Yūki com Bin Watanabe (un estudiant)[4]
- Tatsuo Saitō com a Shūichi Yamamoto (un estudiant)
- Junko Matsui com a Chieko
- Chōko Iida com a mare de Chieko
- Eiko Takamatsu com a propietària
- Shōichi Kofujita com a Shōji (el seu fill)
- Ichirō Ōkuni com a professor Anayama
- Takeshi Sakamoto com a professor
- Shin'ichi Himori com a Hatamoto (un estudiant)
- Fusao Yamada com a Kobayashi (un estudiant)
- Chishū Ryū com a Estudiant